# Società Canottieri Milano

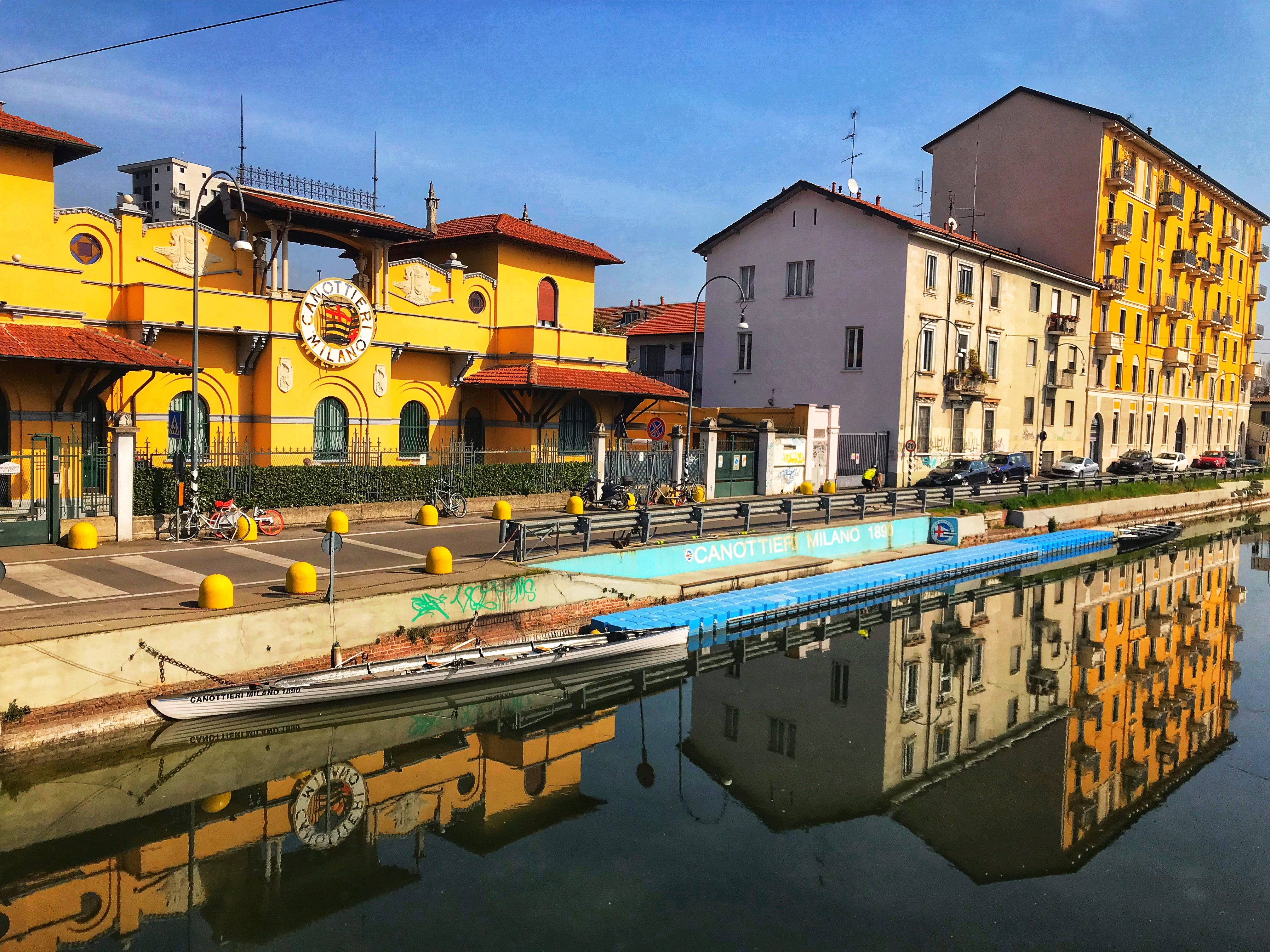
La facciata della sede della Canottieri Milano sul Naviglio Grande

La Società Canottieri Milano è una società polisportiva italiana con sede nella città di Milano.
Tra i club sportivi più antichi d'Italia, vanta titoli olimpici, mondiali e nazionali in varie discipline (canottaggio, tuffi, basket, pallanuoto, nuoto e tennis). Opera anche nello sport paralimpico.
Affianca all’attività agonistica l'avviamento infantile allo sport e corsi rivolti alla pubblica utenza.

## Storia

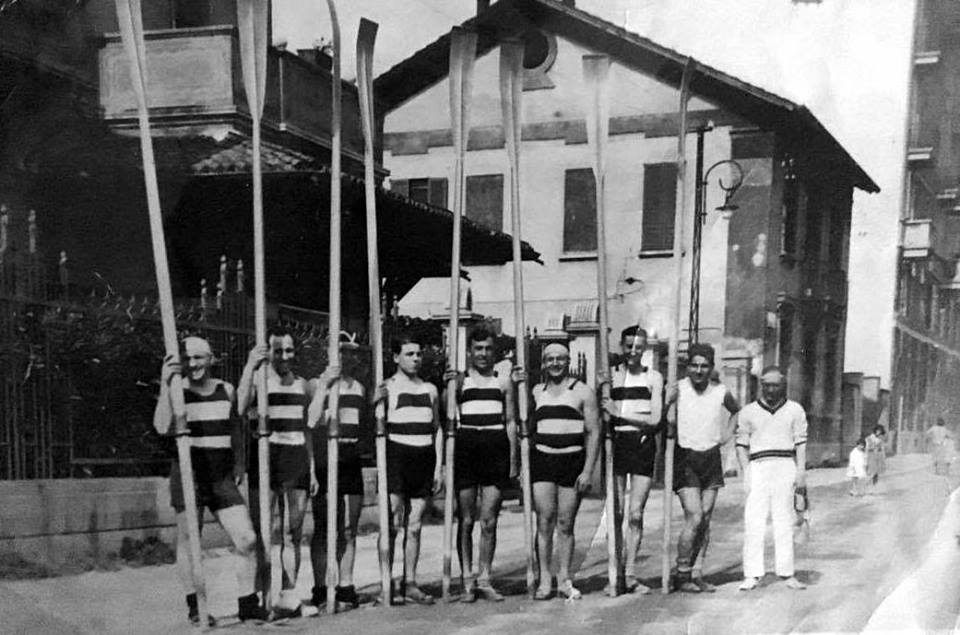
Vogatori della Canottieri Milano davanti alla sede all'alzaia Naviglio Grande, nel 1930

La squadra di pallanuoto della Canottieri Milano, capeggiata da Emilio Polli, nel 1933

### Fondazione e primi anni: dalla Darsena all'attuale sede
La Canottieri Milano nasce il 15 ottobre 1890 da una scissione in seno alla Società Ginnastica Milanese Forza e Coraggio, capeggiata dal consigliere Guido Alessandro Bonnet.
Il 22 gennaio 1891 viene approvato lo statuto sociale e il 15 marzo di quell’anno iniziano le attività sociali. Sede della neonata società remiera un locale lungo le rive dell’Olona presso il viale Genova (come si chiamava allora).
Nel 1895, sempre su idea di Guido Alessandro Bonnet, la Canottieri Milano inizia a pubblicare la rivista Canottaggio Italiano.
Nel 1919, finita la guerra, il Municipio di Milano comunica alla società milanese un ordine di sfratto. Lo sgombero dello chalet sulla Darsena deve avvenire entro il 31 marzo 1919.
Caduta l’ipotesi di fusione con la Canottieri Olona, il consiglio direttivo della Milano ottiene dal Comune un’area di circa 7.000 m² a San Cristoforo. Silvio Richetti, succeduto a Piero Colombo in veste di presidente, acquista subito un’area attigua a quella concessa dal Comune, sulla quale sorge una fabbrica industriale cosiddetta della “arenolite”.
Incoraggiati dai successi del primo anno di attività post-bellica, sbocciano in seno alla società le idee di ricostruzione degli indispensabili impianti sociali. Primo obiettivo provvedere ad una darsena che dia ricetto alle barche da diporto. Nel ‘22 la darsena viene trasformata in una vera e propria piscina regolamentare e si cominciano a prevedere i campi per il tennis. Nel 1926 la piscina olimpionica è a posto, tre campi da tennis sono in funzione come lo è il campo da pallacanestro e quello delle bocce.

#### La sezione nuoto
Nel 1924 con la costruzione della piscina nasce in seno alla Canottieri Milano la sezione nuoto. La prima stagione è ricca di successi: 2 campionati d’Italia e 20 primi premi nelle 18 gare disputate. Nel 1925 nasce la scuola nuoto e Emilio Polli conquista un secondo posto agli Europei nei 50 stile libero. È Emilio Polli della Canottieri Milano, sotto la direzione dell’Ing. Alessandro Gaal, il primo in Italia a praticare il vero “crawl” americano con alcune innovazioni, inventando il “crawl europeo”. Dominatori delle scene nazionali sino alla II Guerra Mondiale i nuotatori bianco-neri si distinguono anche nel dopoguerra conquistando numerosi primati e titoli Italiani, che Emilio Polli vincerà per 27 volte, e portando Gilberto Elsa e Roberto Lazzari alle olimpiadi del 1960.

## Il nuoto
Fa parte del patrimonio storico-sportivo della Canottieri Milano Emilio Polli, appartenente alla prima leggendaria generazione di nuotatori italiani capace di imporsi in campo internazionale. Emilio Polli, gareggiando per la Società Canottieri Milano, è stato il più famoso e forte campione di nuoto in Italia fino al 1931.
Partecipò anche alle Olimpiadi del 1924 di Parigi e del 1928 di Amsterdam, allenandosi e gareggiando con Johnny Weissmuller. Ciò rese la Società Canottieri Milano leggendaria a livello internazionale, aprendo la strada anche alle altre discipline sportive.

### Emilio Polli
Nel nuoto fin dal 1907 la Canottieri Milano ha visto crescere nella sua piscina campioni come Emilio Polli, considerato uno dei maggiori ambasciatori dello sport italiano moderno all'estero e presente nella "Hall of Fame" della storia della FIN (Federazione Italiana Nuoto). Polli è stato il più forte campione della storia del nuoto italiano fino al 1931, due volte atleta olimpico, è considerato uno dei personaggi più rappresentativi dello sport italiano del XX secolo.

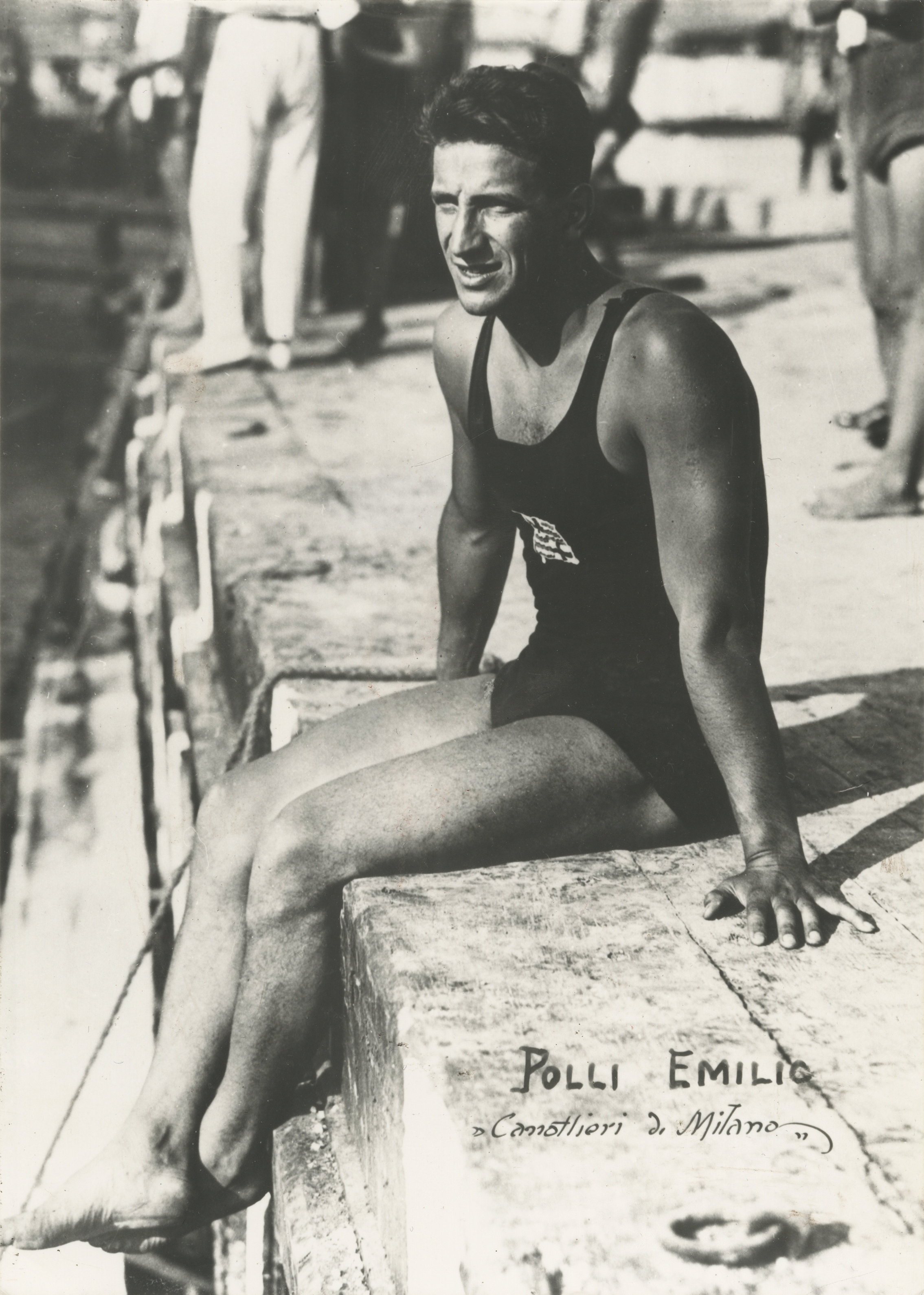
Emilio Polli alla Società Canottieri Milano nel 1931

Emilio Polli è vincitore di 25 Campionati italiani.
- 3 nei 50 m stile libero
- 7 nei 100 m stile libero
- 1 nei 200 m stile libero
- 3 nei 100 m dorso
- 2 nella staffetta 5×50 m stile libero
- 1 nella staffetta 4×100 m stile libero
- 7 nella staffetta 4×200 m stile libero
- 1 nella staffetta 3×100 m mista

Emilio Polli partecipa ai primi campionati Europei della storia del nuoto, Budapest, 1926 e due volte alle Olimpiadi, Parigi, 1924 e Amsterdam, 1928.

### Il dopoguerra, gli anni '60 e la nuova piscina olimpica

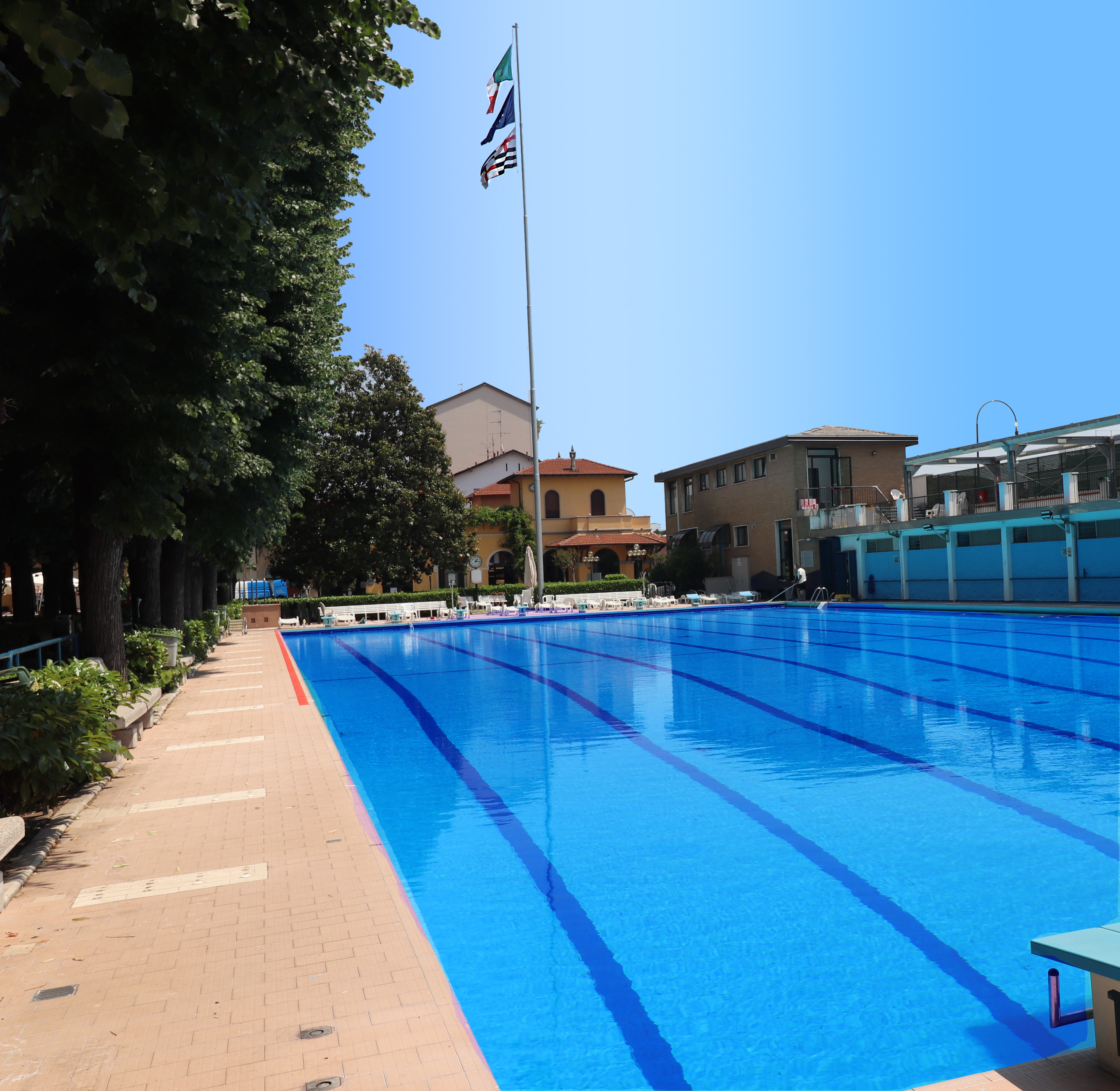
La piscina di 50 metri della Canottieri Milano

Prima importante tappa è la costruzione della nuova piscina olimpionica. Il “laghett” infatti, come veniva affettuosamente chiamata dai soci la piscina che utilizzava l’acqua del Naviglio costruita negli anni venti, non può più soddisfare le esigenze della Milano. Sotto la presidenza Besozzi l’assemblea dei soci riunita il 10 novembre 1957 approva il progetto di ricostruzione della piscina ad acqua indipendente. La vasca viene costruita grazie al generoso contributo dei soci della Milano e in collaborazione con il Comune di Milano e il CONI. Lo splendido impianto dal quale si erge alto il nuovo castello per i tuffi viene inaugurato nell’estate del 1958. È costato 70 milioni di lire.
La Canottieri Milano può così contare su impianti sportivi all’avanguardia che consentono agli atleti della Milano di distinguersi a livello nazionale ed internazionale. Ma la costruzione di nuovi impianti non risolve quella che è diventata l’esigenza primaria della società: la ricerca di nuovi spazi per poter espandere le proprie attività sportive.
Il raddoppio dell’area sociale si deve esclusivamente al lavoro del Presidente Bergamini che con grande impegno e caparbietà riesce ad ottenere dal Comune l’assegnazione di circa 8,000 m². di terreno a Ovest del confine della Canottieri Milano. Un lavoro durato circa dieci anni.
Ma gli anni sessanta registrano altre importanti iniziative della Società Canottieri Milano che avranno una profonda influenza sullo sviluppo dello sport nel capoluogo lombardo.

### La "Leva dei Giovani"
Nel 1958 nasce, ad opera dei consiglieri della Milano Bergamini e Aglieri, la “Leva dei Giovani”, un’importante iniziativa sportiva frutto della collaborazione fra la prestigiosa società sportiva milanese e l’Amministrazione Comunale.
La “Leva” prevede la selezione di un numero di giovani con una visita specialistica presso il Centro di Fisiologia Sportiva della piscina Cozzi ed un successivo invio, dopo un primo ciclo di addestramento, alle varie società sportive associatesi all’iniziativa. Le società sportive associate appartengono ad alcune fra le più importanti federazioni quali, l’atletica leggera, il nuoto, la ginnastica, l’atletica pesante, la scherma, la pallacanestro, la pallavolo, il canottaggio.
La “Leva dei Giovani” diventa quindi lo strumento attraverso il quale l’amministrazione comunale può coordinare la convocazione, la selezione, l’indagine scientifica e l’avviamento di un elevato numero di ragazzi milanesi alla pratica sportiva e costituisce l’embrione dal quale il 28 febbraio 1964 nasce, ad opera dell’Assessorato sport, turismo e giardini del Comune di Milano, il Centro milanese sport e ricreazione oggi Milano Sport.
Una storia centenaria ricca di episodi sportivi e sociali che hanno influenzato lo sport Italiano a livello nazionale ed internazionale ma che hanno anche lasciato importanti impronte nella storia della nostra città. Con queste premesse, l’antica società milanese affronta i suoi secondi cento anni di vita con rinnovato vigore e con la volontà di continuare a contribuire attivamente alla diffusione dello sport, senza tralasciare però il suo impegno sociale all’interno della comunità cittadina.
Il nuoto della Canottieri Milano si sta riproponendo a livello nazionale e internazionale con una nuova generazione di nuotatori, soprattutto in ambito femminile.

## Il canottaggio
Fin dalla sua fondazione il canottaggio ha costituito il cuore sportivo della Canottieri Milano.
Nel corso degli anni sono stati numerosi i campioni che hanno partecipato a gare nazionali e internazionali conquistando innumerevoli titoli italiani, europei, mondiali ed olimpici.
Da Pietro Annoni ed Erminio Dones, passando per Moretti e Paroli, Sommaruga, Silvio Bergamini (poi anche presidente), Rino Croce, Fabrizio Ravasi, Stefano Spremberg, Josè Casiraghi e Donata Minorati su un 4x che ha fatto storia per essere stato il primo equipaggio femminile italiano a partecipare alle Olimpiadi.
Senza dimenticare i tantissimi atleti che hanno partecipato (e vinto) ai Campionati del Mondo.

## I tuffi

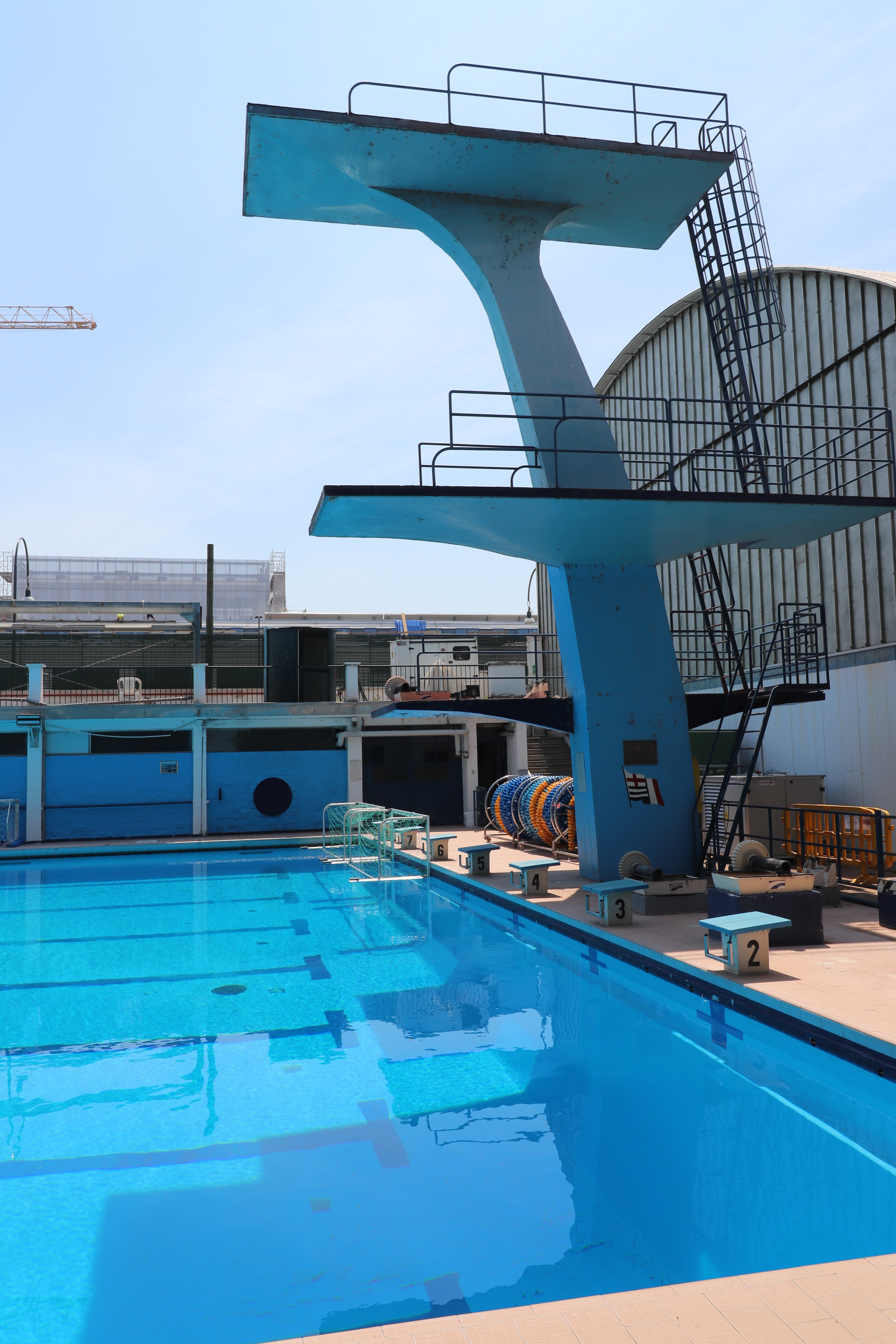
I trampolini e le piattaforme per i tuffi della Canottieri Milano

Il 4 luglio 1926 viene inaugurata la torretta olimpionica per i tuffi, unica in Milano. Comincia così una tradizione che, attraverso le gesta di Luigi Cangiullo, Luciano Cozzi (olimpico ‘28) di Maria Luisa Levati, di Ferdinanda Pautasso (olimpica ‘52) e di Walter Messa (olimpico ‘60), si estende ricca di successi fino ai nostri giorni. Nel 1927 la società è ormai completa, e nel ‘29, finiti i lavori di costruzione del nuovo edificio, la società conta, unica in Italia, 2.000 soci.
I tuffi sono stati fonte di grande soddisfazione fin dai primi anni di attività.
Luigi Cangiullo, Luciano Cozzi (olimpico ‘28) Maria Luisa Levati, Ferdinanda Pautasso (olimpica ‘52) e Walter Messa (olimpico ‘60) sono i nomi che hanno reso noto il nome della Canottieri Milano nel mondo.
Hanno rinnovato questa tradizione Alessandro De Botton (olimpico '92) e negli ultimi anni Elena Bertocchi, designata erede di Tania Cagnotto.

## La pallacanestro
La pallacanestro entra in seno alla Canottieri Milano nel ‘21, ma per alcuni anni non rientra nelle attività della società. Nel ‘25 si gettano le basi per una sezione di basket-ball, come era chiamata a quei tempi, e subito dopo comincia l’attività agonistica sotto la direzione di Antonio Villa.
I risultati non tardano e già nel ‘26 la Canottieri Milano vince il “campionato lombardo” di II Divisione.
Antonini, Besozzi e Binda entrano a far parte della rosa della “Nazionale” nel 1927.
Dopo varie vicissitudini la sezione, scioltasi due volte nel ‘28 e nel ‘30, si riforma nel ‘33 e vince il campionato lombardo di II Divisione.
Sempre in quell’anno si affianca una squadra femminile che vince il campionato assoluto, mantenendo poi il titolo Italiano anche nel ‘34 e nel ‘35.
Nel dopoguerra l’attività si svolge, fatte alcune eccezioni, prevalentemente a livello sociale e giovanile.
Ma è alla fine degli anni 60 che il basket della Canottieri Milano conosce il suo momento più alto, avviando e appassionando alla pallacanestro alcuni dei futuri protagonisti nazionali e internazionali di questo sport: Filippo Faina, Oscar Eleni, Enzo Lefebre, Riccardo Sales, Gugliemo Roggiani, Toni Cappellari, Franco Morini, Bruno Arrigoni, con la supervisione di Sandro Gamba.
Nel 2008-2009, è iscritta solo con la sezione maschile ai campionati FIP, con la prima squadra che disputa il campionato di Serie C2.

### La pallacanestro femminile
Nella pallacanestro è conosciuta per la sua sezione pallacanestro femminile, che negli anni trenta e quaranta fu tra le protagoniste del campionato italiano.
Nel 1933 rilevò tutte le cestiste della Società Sportiva Gioiosa di Milano capitanate da Bruna Bertolini.
Dal 1933 al 1935 vinse tre campionati consecutivi e conquistò l'ultimo titolo nel 1942-43, in finale sulla Reyer Venezia.

Formazione della Canottieri Milano, Campione d'Italia 1933

#### Palmarès
- Campionato italiano: 4

1933, 1934, 1935, 1942-43

#### Elenco delle giocatrici
Le Campionesse d'Italia 1933-1934-1935:
- Bruna Bertolini (nata a Trivolzio (PV) il 16 gennaio 1909)
- Nera Bertolini (detta anche Neri, Nerina) (nata a Trivolzio (PV) il 18 giugno 1912)
- Piera Borsani (nata a Castellanza, all'epoca Provincia di Milano ora Provincia di Varese, il 2 novembre 1909)[5][6][7][8]
- Olga Campanati
- Marisa Cavallotti
- Pia Cavallotti
- Ilda Colombo
- Matilde Moraschi[9][10] (nata a Breme l'11 aprile 1910 - Milano 16 aprile 2004.)[11]
Aveva iniziato l'attività sportiva alla Società Ginnastica Milanese Forza e Coraggio di Milano per poi passare alla Pro Patria et Libertate di Busto Arsizio.[12][8]
- Allenatore: Egidio Ghirimoldi.
- Presidente della Sezione Basket-ball: Giorgio Hülss[13].

Le ragazze che fecero parte della ricostituita squadra di basket e Campionesse d'Italia 1942-1943:
- Nera Bertolini
- Diana Cenni
- Anna Franzoni
- Sandra Majocchi
- Olga Mauri
- Rosa Nicolini
- Gianna Rusconi
- Angela Vacchini
- Allenatore: Sergio Paganella.

## Il tennis
Il tennis nasce con la nuova sede in San Cristoforo, quando si approntano i primi campi.
La sezione nasce nel 1926 e poco dopo coglie i primi successi agonistici. Elemento di punta nell’arco degli anni, Renato Bossi, Campione Italiano II Categoria ‘36, Coppa Davis nel ‘38 e Campione Italiano Assoluto nel ‘46.
L’attività si svolge poi, fatte alcune eccezioni, prevalentemente a livello sociale e giovanile.
La storia della Canottieri Milano continua nel dopoguerra con lo stesso dinamismo che aveva contraddistinto i primi 50 anni di vita. La società continua ad avviare numerosi giovani alle discipline sportive senza però tralasciare il proprio impegno nei confronti della città di Milano.

## La pallanuoto
Cuore della Canottieri Milano è anche la pallanuoto, sia maschile che femminile.
Nel corso degli anni sono passati numerosi atleti che hanno poi militato nei campionati di Serie A1, tra i tanti Giulia Rambaldi.
La prima squadra maschile milita nel campionato di Serie C girone 1 con un recente passato in Serie B; mentre la prima squadra femminile milita in Serie B, con un recente passato in A2.

## Gli atleti olimpici della Canottieri Milano
Fra i numerosi atleti di livello internazionale che hanno partecipato e partecipano ad Europei e Mondiali nelle rispettive discipline, la Canottieri Milano vanta anche molti olimpici.
La tabella riporta tutti gli atleti che hanno dato lustro allo sport italiano e milanese con i colori della Canottieri Milano.
| † Pietro Annoni       | Anversa 1920        | Canottaggio doppio             |
| † Erminio Dones       | Anversa 1920        | Canottaggio doppio             |
| † Luciano Cozzi       | Amsterdam 1928      | Tuffi piattaforma              |
| † Mario Moretti       | Los Angeles 1932    | Canottaggio doppio             |
| † Orfeo Paroli        | Los Angeles 1932    | Canottaggio doppio             |
| † Sergio Paganella    | Berlino 1936        | Pallacanestro                  |
| † Nino De Filippo     | Berlino 1936        | Lotta Greco Romana             |
| † Tarcisio Villa      | Berlino 1936        | Lotta Greco Romana             |
| Lodovico Sommaruga    | Helsinki 1952       | Canottaggio doppio             |
| † Silvio Bergamini    | Helsinki 1952       | Canottaggio doppio             |
| † Ferdinanda Pautasso | Helsinki 1952       | Tuffi piattaforma              |
| Walter Messa          | Roma 1960           | Tuffi trampolino & piattaforma |
| † Gilberto Elsa       | Roma 1960           | Nuoto dorso                    |
| † Roberto Lazzari     | Roma 1960           | Nuoto 200 rana                 |
| Rino Croce            | Monteal 1976        | Canottaggio 4 senza            |
| Donata Minorati       | Los Angeles 1984    | Canottaggio 4 di coppia        |
| Alessandro De Botton  | Barcellona 1992     | Tuffi piattaforma              |
| Florinda Trombetta    | Londra 2012         | Canottaggio 4 con adaptive     |
| Florinda Trombetta    | Rio de Janeiro 2016 | Canottaggio 4 con adaptive     |
| Elena Bertocchi       | Tokyo 2020          | Tuffi Sincro                   |
| Elena Bertocchi       | Parigi 2024         | Tuffi Sincro                   |

## Onorificenze
Ambrogino d'Oro del Comune di Milano
Medaglia d'Argento del Comune di Milano